# Saxifraga umbrosa
Saxifraga umbrosa es una planta herbácea de la familia de las saxifragáceas. Es originaria de Europa.

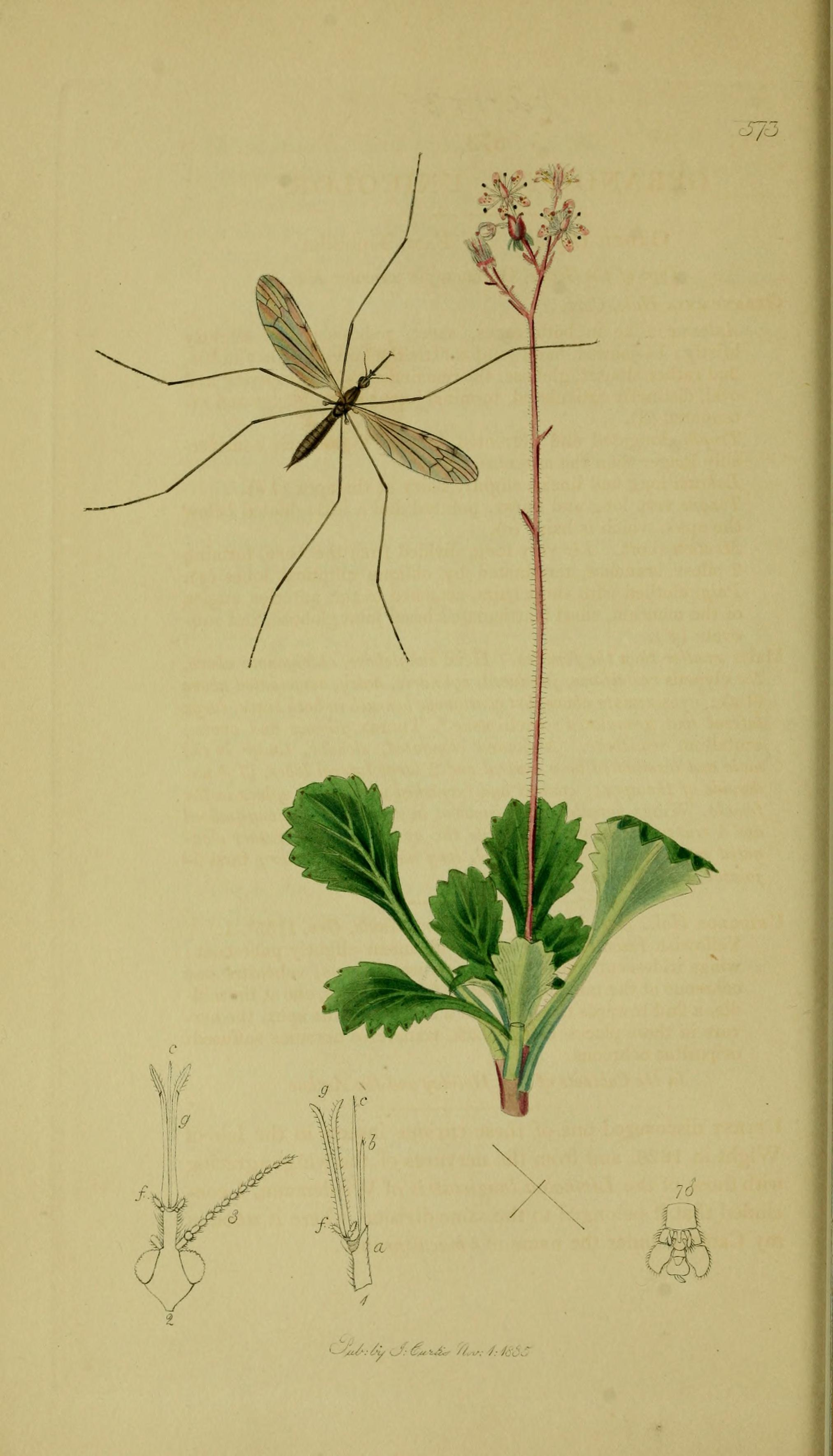
Ilustración

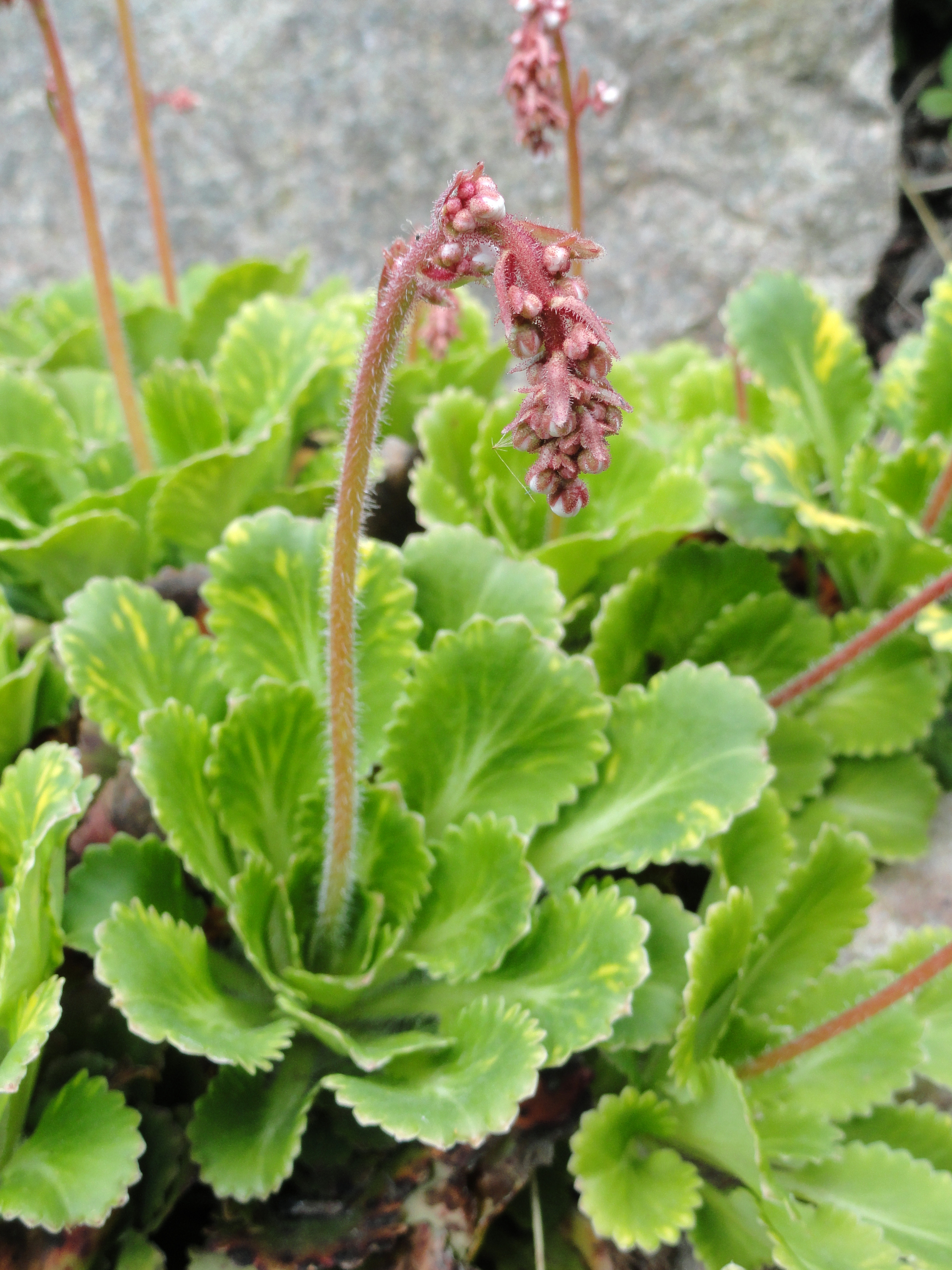
Vista de la planta

## Descripción
Es una planta perenne, con cepa rizomatosa y varias rosetas. Tallos floríferos de hasta 50 cm, terminales, erectos, con glándulas sésiles y, sobre todo, con pelos de hasta 2 mm. Hojas basales de 25-60  x  10-25  mm, patentes, coriáceas; lámina 15-40 x 10-25 mm. Inflorescencia en panícula abierta, con  8-20  flores; brácteas enteras, lineares; pie de la inflorescencia de longitud similar a la de esta, sin hojas. Flores con pedicelo peloso. Sépalos de 1-2  mm, de linear-elípticos a ovados, obtusos, glabrescentes, reflejos. Pétalos 2-4  x 1-2 mm, linear-elípticos o elípticos, blancos –a veces purpúreos–, generalmente con una mácula amarilla en la base y varias máculas purpúreas, puntiformes, en la parte media. Anteras rosadas. Ovario súpero. Fruto elipsoidal. Semillas 0,6-0,8 x 0,35-0,45 mm, con micropapilas y tubérculos. Tiene un número de cromosomas de 2n = 28.

## Distribución y hábitat
Se encuentra en medios húmedos (en hayedos, márgenes de arroyos), fisuras, rellanos y pies de cantiles; a una altitud de 1500-2000(2300) metros en los Pirineos; rara en los extremos E y W de la cordillera.

## Taxonomía
Saxifraga umbrosa fue descrita por Carlos Linneo y publicado en Sp. Pl. ed. 2 574 1762.
Etimología
Saxifraga: nombre genérico que viene del latín saxum, ("piedra") y frangere, ("romper, quebrar"). Estas plantas se llaman así por su capacidad, según los antiguos, de romper las piedras con sus fuertes raíces. Así lo afirmaba Plinio, por ejemplo.
umbrosa: epíteto latino que significa "sombreada".
Sinonimia
- Geum umbrosum (L.) Moench
- Hydatica umbrosa (L.) Raf.
- Robertsonia sphaeroidea Haw.
- Robertsonia umbrosa (L.) Haw.
- Steiranisia punctata Raf.[4]

## Híbridos
- Saxifraga x berolinensis
- Saxifraga x geum - islera[5]
- Saxifraga x hirsutiformis
- Saxifraga x hybrida
- Saxifraga x urbium
- Saxifraga x wisleyensis[6]